# (28215) 1998 YE1
1998 واي إي 1 (ويعرف أيضًا باسم (28215) 1998 واي إي 1 وفق تسمية الكوكب الصغير) (بالإنجليزية: 1998 YE1)‏ هو كويكب ضمن حزام الكويكبات؛ وترتيبه 28215 من حيث الاكتشاف.
اكتُشف هذا الجُرم الفلكي بواسطة تيتسوؤو كاغاوا في 16 ديسمبر 1998.

## وصلات خارجية
- (28215) 1998 YE1 في قاعدة بيانات مختبر الدفع النفاث لأجرام النظام الشمسي الصغيرة

- الاكتشاف · مخطط المدار ·  العناصر المدارية · المعلمات المادية

- (28215) 1998 YE1 على موقع ويكي سكاي: DSS2, SDSS, GALEX, IRAS, Hydrogen α, X-Ray, Astrophoto, Sky Map, Articles and images